# François Pointet

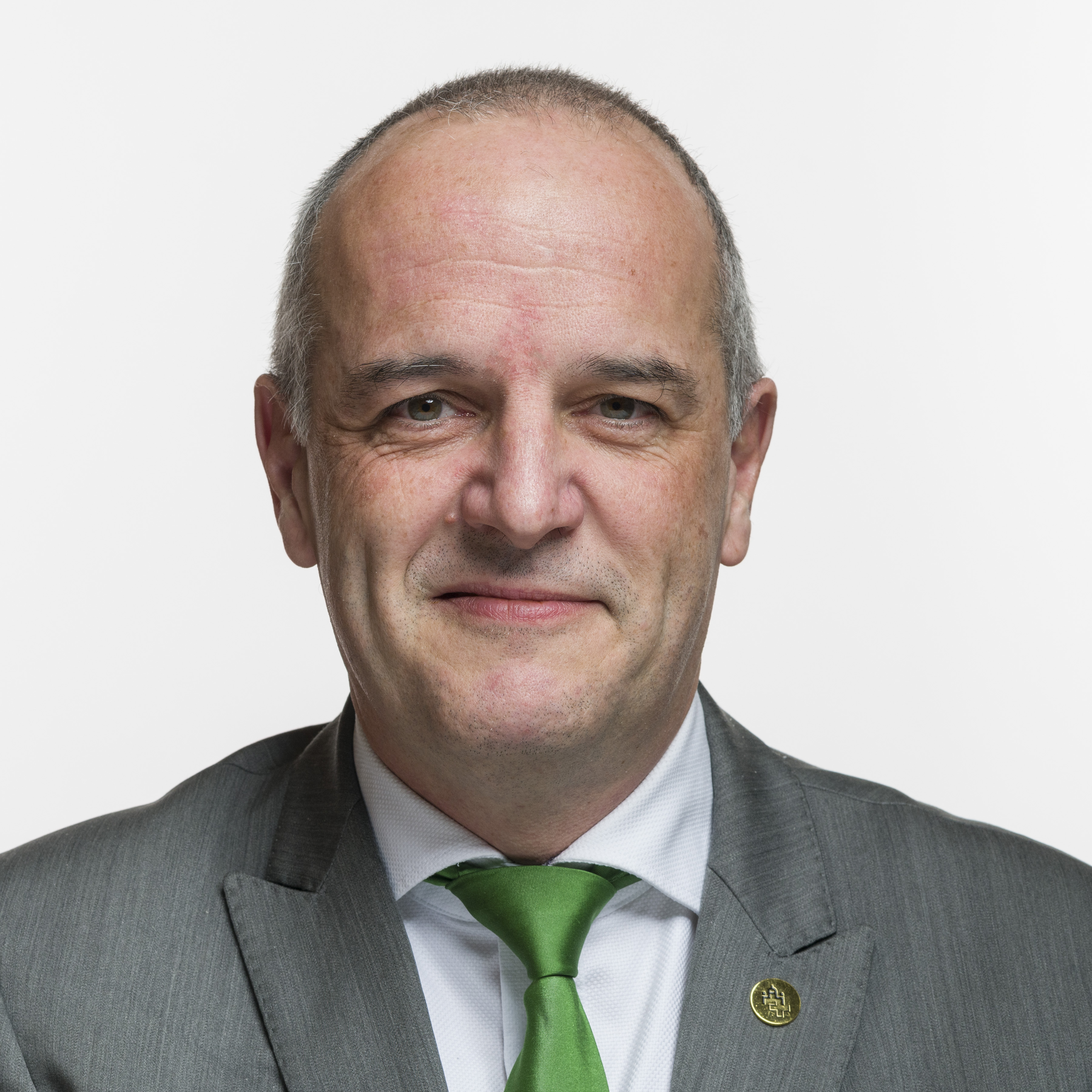
François Pointet (2019)

François Pointet (* 25. Juni 1969 in Lausanne) ist ein Schweizer Politiker (GLP). Er war von 2019 bis 2023 Nationalrat.

## Leben und Ausbildung
François Pointet promovierte im Jahr 1997 nach Abschluss seines Studiums an der Universität Lausanne in Mathematik. Danach verfolgte er eine Karriere in der Informatik. Er lebt in Jongny, ist verheiratet und hat zwei Töchter.

## Politische Karriere
Pointet begann im Jahr 2010 seine politischen Aktivitäten durch die Gründung der Waadtländer Sektion der Grünliberalen Partei. Seit 2014 ist er Präsident dieser kantonalen Sektion. Von 2017 bis 2019 war er Mitglied des Grossen Rates des Kantons Waadt. Im Jahr 2019 erhielt die GLP Waadt einen zweiten Sitz im Nationalrat, Pointet wurde neben der Nationalrätin Isabelle Chevalley gewählt. Bei den Wahlen 2023 verlor seine Partei einen Sitz; er wurde nicht wiedergewählt.